# يينغ جي
يينغ جي (بالإنجليزية: Ying Ge)‏ هي عالمة أحياء صينية أمريكية وأستاذة علم الأحياء الخلوي والتجديدي في جامعة ويسكونسن-ماديسون. يتناول بحثها الآليات الجزيئية التي تدعم أمراض القلب. عملت سابقاً في مجلس إدارة الجمعية الأمريكية لقياس الطيف الكتلي. في عام 2020، اندرج اسم جي في قائمة قوة العلماء التحليليين.

## حياة مبكرة وتعليم
ولدت جي في الصين. التحقت بجامعة بكين لدراستها الجامعية، حيث درست الكيمياء. بعد تخرجها في عام 1997، انتقلت جي إلى الولايات المتحدة، حيث انضمت إلى جامعة كورنيل كطالبة دكتوراه. هنا بدأت العمل على قياس الطيف الكتلي، باستخدام تفكك التقاط الإلكترون لدراسة البروتينات. عملت تحت إشراف تادج بيجلي وفريد ماكلافيرتي. بعد الانتهاء من الدكتوراه، عملت جي كعالمة أبحاث في وايث. [بحاجة لمصدر]

## بحث ووظيفة
انضمت جي إلى جامعة ويسكونسن-ماديسون كعالمة مساعدة، حيث أشرفت على برنامج قياس الطيف الكتلي. أصبحت أستاذاً مشاركاً في عام 2015، وأستاذاً متفرغاً في عام 2019.
طورت جي بروتيوميات قياس الطيف الكتلي عالية الدقة لفهم أمراض القلب بشكل أفضل. لتصوير البروتيوميات الكبيرة جدًا لأنسجة القلب البشرية، جمعت جي بين قياس الطيف الكتلي لرنين السيكلوترون الأيوني لتحويل فوريير مع تفكك التقاط الإلكترون. عملت على إنشاء منصة بروتيومية للأمراض من أعلى إلى أسفل تسمح بفصل واكتشاف وتوصيف المؤشرات الحيوية لتلف القلب.
البروتيوميات النانوية، وهي تقنية طورتها جي وزملاؤها، الجسيمات النانوية وقياس الطيف الكتلي عالي الدقة لالتقاط وتوصيف تروبونين القلب، بما في ذلك التروبونين I. إن القدرة على اختبار وتوصيف التروبونين الأول ستساعد في الكشف المبكر عن أمراض القلب وتشخيصها. تُدمَج الجسيمات النانوية المغناطيسية الفائقة التي تعمل بالببتيد مع قياس الطيف الكتلي من أعلى إلى أسفل لتحديد البصمات الجزيئية للتروبونين. بدلاً من مجرد اكتشاف تروبونين القلب، وهو أمر ممكن باستخدام اختبار الأجسام المضادة القائم على مقايسة امتصاصية مناعية للإنزيم المرتبط، فإن هذا المستوى الأعلى من التوصيف سيسمح لجي بتحديد أشكال مختلفة من التروبونين المعدل، مما يسمح بفهم شخصي لأمراض القلب.
عملت جي في مجلس إدارة اتحاد البروتينات من أعلى إلى أسفل، في هيئة تحرير مجلة أبحاث العضلات وحركة الخلية، كأمين صندوق للجمعية الأمريكية لقياس الطيف الكتلي (2016-2018).
منشورات يينغ جي مفهرسة بواسطة جوجل سكولار.

## جوائز وأوسمة
- 2016 زمالة كلية جورج غيوشون.[11]
- 2018 زمالة كلية H. I. Romnes [12]
- 2019 قائمة قوة العالم التحليلي.[13]
- ميدالية بيمان من الجمعية الأمريكية لقياس الطيف الكتلي.[4]
- قائمة قوة العالم التحليلي لعام 2020.[14]
- 2021 جائزة منظمة البروتيومات البشرية السريرية والانتقالية.[15]
- قائمة قوة العالم التحليلي لعام 2021.[16]

## منشورات مختارة
- Smith، Lloyd M؛ Kelleher، Neil L (27 فبراير 2013). "Proteoform: a single term describing protein complexity". Nature Methods. ج. 10 ع. 3: 186–187. DOI:10.1038/nmeth.2369. ISSN:1548-7091. PMC:4114032. PMID:23443629.
- Ge، Ying؛ Lawhorn، Brian G.؛ ElNaggar، Mariam؛ Strauss، Erick؛ Park، Joo-Heon؛ Begley، Tadhg P.؛ McLafferty، Fred W. (1 يناير 2002). "Top Down Characterization of Larger Proteins (45 kDa) by Electron Capture Dissociation Mass Spectrometry". Journal of the American Chemical Society. ج. 124 ع. 4: 672–678. DOI:10.1021/ja011335z. ISSN:0002-7863. PMID:11804498. مؤرشف من الأصل في 2023-02-23.
- Horn، David M.؛ Ge، Ying؛ McLafferty، Fred W. (1 أكتوبر 2000). "Activated Ion Electron Capture Dissociation for Mass Spectral Sequencing of Larger (42 kDa) Proteins". Analytical Chemistry. ج. 72 ع. 20: 4778–4784. DOI:10.1021/ac000494i. ISSN:0003-2700. PMID:11055690. مؤرشف من الأصل في 2023-03-01.
- Sze, Siu Kwan; Ge, Ying; Oh, HanBin; McLafferty, Fred W. (19 Feb 2002). "Top-down mass spectrometry of a 29-kDa protein for characterization of any posttranslational modification to within one residue". Proceedings of the National Academy of Sciences (بالإنجليزية). 99 (4): 1774–1779. DOI:10.1073/pnas.251691898. ISSN:0027-8424. PMC:122269. PMID:11842225.